# 11 Brygada Piechoty (UHA)
11 Brygada Piechoty – brygada piechoty Ukraińskiej Armii Halickiej.
Została utworzona w czerwcu 1919 z części grup bojowych „Krukienyczi” i „Hłyboka”, nosząc przydomek „Stryjska”, należała do III Korpusu UHA. Brała udział w ofensywie czortkowskiej, a po przejściu Zbrucza została skierowana do wschodniej grupy bojowej armii Ukraińskiej Republiki Ludowej. Brała udział, wraz z 3 Żelazną Dywizja gen. Ołeksandra Udowyczenki w walkach z bolszewicką grupą Jony Jakira.
Dowódcą Brygady był mjr Karl Schlosser, szefem sztabu kpt. B. Abl. W skład Brygady wchodziły 4 bataliony piechoty, pułk artylerii z 4 bateriami (dowódca kpt. O. Brandner) oraz oddziały pomocnicze. W sierpniu 1919 brygada liczyła 2400 oficerów i żołnierzy.